# Ahed Tamimi
Ahed Tamimi (em árabe عهد التميمي) (Nabi Salih, 31 de janeiro de 2001), é uma ativista palestina, que milita contra a ocupação dos territórios palestinos.

## Ativismo
Tamimi ganhou repercussão mundial em 2012, quando, aos 11 anos de idade, foi filmada resistindo à prisão de sua mãe. Pouco depois, uma foto viral a mostra mordendo um soldado das Forças de Defesa de Israel, que cumpria mandado de prisão contra o seu irmão mais velho.
Em dezembro de 2017, Tamimi participou de manifestações no vilarejo palestino de Nabi Salih, localizado na Cisjordânia, contrárias à decisão do Governo Trump de reconhecer Jerusalém como capital de Israel. O protesto se tornou violento quando cerca de 200 ativistas palestinos começaram a jogar pedras contra soldados israelenses. Segundo a família de Tamimi, seu primo, Mohamed Tamimi, de 15 anos, foi internado em coma induzido, após ser ferido na cabeça por uma bala de borracha disparada por um soldado israelense. Em resposta a isso, Ahed e Nour Tamimi, outro primo de 21 anos, iniciaram ataques contra militares israelenses, desferindo-lhes tapas. Por este incidente, Tamimi foi condenada a oito meses de prisão. Ela foi posta em liberdade em 29 de julho de 2018.
Em 6 de novembro de 2023, um porta-voz militar da FDI anunciou que a ativista Ahed Tamimi foi detida em sua cidade natal de Nabi Saleh por incitação ao terrorismo, após uma publicação no Instagram de Tamimi em que faz apelos ao massacre violento de israelenses em assentamentos. A família de Tamimi negou que a ativista possuísse autoria da publicação.